# BStB 301 bis 303
Die drei Triebwagen BStB 301–303 waren dieselelektrische Fahrzeuge der Brandenburgischen Städtebahn (BStB).
Sie wurden als Triebwagen für den Berufs- und Ausflugsverkehr auf dem umfangreichen Netz der Brandenburgischen Städtebahn beschafft. Die Fahrzeuge waren ähnlich den 302-kW-Triebwagen (DR 137 058 … 079) der Deutschen Reichsbahn gestaltet. Der Triebwagen mit der Nr. 302 wurde im Zweiten Weltkrieg zerstört, die anderen beiden wurden 1949 von der Deutschen Reichsbahn als VT 137 553 und VT 137 554 übernommen. Beide waren bis Ende der 1960er Jahre im Einsatz und sind heute nicht mehr vorhanden.

## Geschichte
Am 9. November 1932 fasste der Aufsichtsrat der Brandenburgischen Städtebahn den Beschluss, statt weiterer Dampflokomotiven dieselelektrische Triebwagen zu beschaffen. Diese Triebwagen sollten den umfangreichen Personenverkehr und stellenweise den Postverkehr abwickeln und waren mit einem großen Gepäck- und einem Postabteil ausgerüstet. 1933 wurden die ersten beiden Fahrzeuge geliefert. Vom äußeren Erscheinungsbild her sind sie den Reichsbahn-Triebwagen ähnlich, wiesen diesen gegenüber jedoch einige größere Unterschiede, wie die völlig andere Stirnfront mit drei Fenstern, die eingerückten Einstiegstüren und die andere Dachform auf. Die ersten beiden Fahrzeuge waren mit silberner Lackierung und schwarzen Zierstreifen und Zuglaufschildern ausgeliefert worden. Nach eingehender Erprobung wurden sie Ende 1933 dem öffentlichen Betrieb übergeben. Den Fahrzeugen wurden einige vierachsige Personenwagen als Verstärkungswagen mitgegeben. Deshalb hatten die Triebwagen durchgehende Übergänge zu den Beiwagen in der Mitte der Stirnfront, bei den Reichsbahn-Triebwagen waren die Übergangstüren außermittig. Die Wagen 301 und 302 hatten zudem bei der Indienststellung in der Stirnfront nur drei Fenster.
1935 wurde ein dritter Triebwagen der Serie in Dienst gestellt, der wiederum von Linke-Hofmann stammte. Das Fahrzeug hatte dieselben technischen Parameter wie seine Vorgänger, die Stirnfront war den Reichsbahn-Triebwagen ähnlich gestaltet worden und die Einstiegstüren nicht mehr eingerückt. Die Lackierung des Triebwagens war rot-beige. Unterscheidungsmerkmale zu den Reichsbahn-Triebwagen waren die Übergänge in der Fahrzeugmitte und die anders gestalteten Spitzenlichter.
Eine besondere Zugbildung der Triebwagen war die mit ehemaligen Speisewagen der Mitropa, die für den Betrieb mit den Triebwagen umgebaut und im Volksmund Lange Kerls genannt wurden. Die Triebwagen 301 und 302 wurden später der Farbgebung und der Stirnfront dem 303 angepasst, die eingerückten Türen wurden beibehalten.
Die Triebwagen waren mit einer Vielfachsteuerung ausgerüstet, die die Bildung eines Zuges aus zwei Triebwagen und zwei dazwischengestellten Beiwagen erlaubte. Der Betrieb mit Steuerwagen, von denen die Brandenburgische Städtebahn einige besaß, konnte durchgeführt werden. Das brachte im Betrieb höhere Anfahrbeschleunigungen im Vergleich mit den ehemaligen Speisewagen. Im Krieg wurden die Fahrzeuge weiterbetrieben. Dabei wurden mit den Fahrzeugen 301 und 303 Versuche mit Antrieb von Stadtgas durchgeführt, die zwar sehr umfangreich waren, jedoch im Großen und Ganzen wirkungslos blieben.
Der Triebwagen 302 wurde 1945 durch Kriegseinwirkungen zerstört. Die anderen beiden wurden aber von der Deutschen Reichsbahn als VT 137 553 bis VT 137 554 übernommen. Mehr und mehr machte sich die schwierige Instandhaltung der Fahrzeuge durch fehlende Ersatzteile bemerkbar. Die Störanfälligkeit der Triebwagen war sehr hoch. So wurde VT 137 553 bereits 1965 abgestellt. VT 137 554 wurde mit Ersatzteilen der anderen Städtebahner noch bis 1969 erhalten, dann musste er abgestellt werden. Zusammen mit seinem Schwesterfahrzeug wurde er im gleichen Jahr ausgemustert. Nach den Städtebahnern verkehrten bis Anfang 1972 Reichsbahn-Altbautriebwagen auf der Städtebahn. Danach hat es zu Reichsbahnzeiten keinen Triebwagenverkehr mehr gegeben.

## Technische Beschreibung

### Standardausrüstung
Die Fahrzeuge entsprechen von ihrem Grundaufbau den Reichsbahntriebwagen mit 302 kW (DR 137 031 … 093). Die Dienstmasse war etwa zehn Tonnen geringer.
Die Inneneinrichtung war gegenüber den Reichsbahn-Triebwagen für den Betrieb auf ländlichen Raum ausgelegt. Zwischen den bei den ersten beiden Fahrzeugen eingezogenen Einstiegstüren bestand ein zweiteiliges Abteil, das mit der Platzanordnung 2+3 Platz für 60 Reisende bot. Die Sitze waren mit einem außermittigen Mittelgang angelegt. Der Raum um das Maschinendrehgestell war als Gepäckraum ausgebildet und bot 7,5 m2 Platz. Auf der anderen Seite des Triebwagens war über den Triebdrehgestellen ein Postabteil mit 3,4 m2 vorhanden.
Die Maschinenanlage war ähnlich der der Reichsbahn-Triebwagen, mit dem Unterschied, dass der Antriebsmotor von MAN stammte. Die Steuerung der verschiedenen Drehzahlbereiche wurde ursprünglich mit Druckluft durchgeführt. Ausgerüstet waren die Fahrzeuge mit der Totmanneinrichtung und einer Vielfachsteuerung, die das Fahren im Verbund mit zwei Triebwagen und mehreren dazwischengekuppelten Beiwagen oder mit der Steuerung von einem Steuerwagen mit nur einem Lokführer ohne Beimann erlaubte. Nach Einbau der Vielfachsteuerung wurde die Motorsteuerung auf elektrischen Betrieb umgebaut.

### Versuche mit Stadtgasantrieb
Um während der Zeit des Zweiten Weltkrieges unabhängig von der Kontingentierung von flüssigem Treibstoff zu sein, wurden bei der Brandenburgischen Städtebahn Versuche mit Antrieben durch Stadtgas durchgeführt. Es war vorgesehen, das erforderliche Gas aus dem Vorrat der Stadt Brandenburg zu entnehmen. Um keine zusätzlichen Behälter auf dem Wagendach installieren zu müssen, wurde ein Tender konstruiert, der das gebunkerte Gas mitführte und vom Triebwagen gezogen oder geschoben wurde. Für die Arbeitsweise der Motoren gab es zwei Möglichkeiten; zum einen die Fremdzündung des Gases, also den Betrieb als Ottomotor oder die Zündung des Gases durch beigemischten Dieselkraftstoff.
Zwei Triebwagen der Städtebahn wurden für den probeweisen Gasantrieb umgebaut. Der 301 erhielt einen Nachkammermotor, der durch Zündung mit nachgemischten Dieselkraftstoff arbeitete, der 303 erhielt einen Ottomotor. Mitte 1944 konnten beide Fahrzeuge für den Regelbetrieb in Dienst gestellt werden. Beide Triebwagen konnten allerdings nicht überzeugen, es trat mit zunehmendem Betrieb ein erhöhter Motorverschleiß auf. So erreichte der 303 in einem einjährigen Testbetrieb lediglich 20.000 Kilometer.